# Kabinett Trump II
Das Kabinett Trump II besteht aus den Ministern des seit 20. Januar 2025 amtierenden 47. Präsidenten der Vereinigten Staaten, Donald Trump, sowie aus weiteren Amtsträgern der Exekutive, die Kabinettsrang innehaben.

## Mehrheit im Kongress
| Präsident                         | Präsident        | Kongress | Haus | Haus           | Senat | Senat         | Gesamt | Gesamt             |
| --------------------------------- | ---------------- | -------- | ---- | -------------- | ----- | ------------- | ------ | ------------------ |
|                                   | Donald Trump (R) | 119.     |      | 220/435 (51 %) |       | 53/100 (53 %) |        | Unified government |
| Quelle: Repräsentantenhaus, Senat |                  |          |      |                |       |               |        |                    |

## Kabinett
Dieser Artikel führt des Weiteren Personen auf, die für andere Schlüsselpositionen vorgesehen sind, aber nicht zwingend Kabinettsrang haben.
Das republikanische Parteiestablishment hatte auf die Zusammenstellung bzw. Kabinettsbildung keinen Einfluss, sondern laut Politico Trumps langjährige Beraterinnen Susie Wiles und Linda McMahon, Trumps ältester Sohn Donald Trump Jr., Trumps Running Mate bzw. der designierte Vizepräsident JD Vance, die ehemalige demokratische Kongressabgeordnete Tulsi Gabbard, der Multiunternehmer Elon Musk, der Finanzunternehmer Howard Lutnick und der frühere Demokrat Robert F. Kennedy Jr.
| Ressort / Amt                                                                  | Amtsinhaber           | Partei | Partei           | Zeitraum                                                 | Bild                         |
| ------------------------------------------------------------------------------ | --------------------- | ------ | ---------------- | -------------------------------------------------------- | ---------------------------- |
| Präsident                                                                      | Donald Trump          |        | Republikaner (R) | seit 20. Januar 2025                                     | Donald Trump                 |
| Vizepräsident                                                                  | JD Vance              |        | R                | seit 20. Januar 2025                                     | Senator Vance                |
| Ministerämter                                                                  |                       |        |                  |                                                          |                              |
| Außenminister                                                                  | Marco Rubio           |        | R                | seit 21. Januar 2025                                     | Marco Rubio (2018)           |
| Finanzminister                                                                 | Scott Bessent         |        | Parteilos        | seit 28. Januar 2025                                     | Scott Bessent (2024)         |
| Verteidigungsminister                                                          | Pete Hegseth          |        | R                | seit 24. Januar 2025                                     | Pete Hegseth (2021)          |
| Justizministerin                                                               | Pam Bondi             |        | R                | seit 4. Februar 2025                                     | Pam Bondi (2011)             |
| Innenminister                                                                  | Doug Burgum           |        | R                | seit 31. Januar 2025                                     |                              |
| Landwirtschaftsministerin                                                      | Brooke Rollins        |        | R                | seit 13. Februar 2025                                    |                              |
| Handelsminister                                                                | Howard Lutnick        |        | R                | seit 19. Februar 2025                                    | Howard Lutnick               |
| Arbeitsministerin                                                              | Lori Chavez-DeRemer   |        | R                | seit 11. März 2025                                       |                              |
| Gesundheitsminister                                                            | Robert F. Kennedy Jr. |        | Parteilos        | seit 13. Februar 2025                                    | Robert F. Kennedy Jr. (2023) |
| Minister für Wohnungsbau und Stadtentwicklung                                  | Scott Turner          |        | R                | seit 5. Februar 2025                                     |                              |
| Verkehrsminister                                                               | Sean Duffy            |        | R                | seit 28. Januar 2025                                     | Sean Duffy                   |
| Energieminister                                                                | Chris Wright          |        | R                | seit 4. Februar 2025                                     | Chris Wright                 |
| Bildungsministerin                                                             | Linda McMahon         |        | R                | seit 3. März 2025                                        | Linda McMahon, 2017          |
| Kriegsveteranenminister                                                        | Doug Collins          |        | R                | seit 5. Februar 2025                                     | Doug Collins                 |
| Ministerin für Innere Sicherheit                                               | Kristi Noem           |        | R                | seit 25. Januar 2025                                     | Kristi Noem (2023)           |
| Weitere Positionen, die Kabinettsrang haben                                    |                       |        |                  |                                                          |                              |
| Stabschefin des Weißen Hauses                                                  | Susie Wiles           |        | R                | seit 20. Januar 2025                                     | Susie Wiles                  |
| UNO-Botschafter der Vereinigten Staaten                                        | Mike Waltz            |        | R                | nominiert am 1. Mai 2025, noch nicht vom Senat bestätigt | Michael Waltz                |
| Leiter Umweltschutzbehörde (Environmental Protection Agency, EPA)              | Lee Zeldin            |        | R                | seit 30. Januar 2025                                     | Lee Zeldin (2017)            |
| Direktor des Office of Management and Budget                                   | Russell Vought        |        | R                | seit 7. Februar 2025                                     |                              |
| Handelsbeauftragter                                                            | Jamieson Greer        |        | R                | seit 27. Februar 2025                                    |                              |
| Leiterin der nationalen Nachrichtendienste (Director of National Intelligence) | Tulsi Gabbard         |        | R                | seit 12. Februar 2025                                    | Tulsi Gabbard (2025)         |
| Direktor der Central Intelligence Agency                                       | John Ratcliffe        |        | R                | seit 23. Januar 2025                                     | John Ratcliffe (2020)        |
| Leiter der Mittelstandsbehörde                                                 | Kelly Loeffler        |        | R                | seit 20. Februar 2025                                    | Kelly Loeffler (2020)        |

## Kommissarische Minister
Da die Minister und weiteren Personen mit Kabinettsrang nach der Nominierung durch den Präsidenten zunächst durch den US-Senat bestätigt werden müssen, werden die Positionen so lange von kommissarischen Amtsinhabern übernommen. 
| Ressort/Amt                                      | Amtsinhaber        | Amtszeit                                             | Bild |
| ------------------------------------------------ | ------------------ | ---------------------------------------------------- | ---- |
| Außenministerin                                  | Lisa D. Kenna      | 20. Januar 2025 bis 21. Januar 2025 (kommissarisch)  |      |
| Finanzminister                                   | David Lebryk       | 20. Januar 2025 bis 28. Januar 2025 (kommissarisch)  |      |
| Verteidigungsminister                            | Robert G. Salesses | 20. Januar 2025 bis 25. Januar 2025 (kommissarisch)  |      |
| Justizminister                                   | James McHenry      | 20. Januar 2025 bis 4. Februar 2025 (kommissarisch)  |      |
| Innenminister                                    | Walter Cruickshank | 20. Januar 2025 bis 31. Januar 2025 (kommissarisch)  |      |
| Landwirtschaftsminister                          | Gary Washington    | 20. Januar 2025 bis 13. Februar 2025 (kommissarisch) |      |
| Handelsminister                                  | Jeremy Pelter      | 20. Januar 2025 bis 19. Februar 2025 (kommissarisch) |      |
| Arbeitsminister                                  | Vince Micone       | 20. Januar 2025 bis 11. März 2025 (kommissarisch)    |      |
| Gesundheitsministerin                            | Dorothy Fink       | 20. Januar 2025 bis 13. Februar 2025 (kommissarisch) |      |
| Minister für Wohnungsbau und Stadtentwicklung    | Matt Ammon         | 20. Januar 2025 bis 5. Februar 2025 (kommissarisch)  |      |
| Verkehrsministerin                               | Judith Kaleta      | 20. Januar 2025 bis 28. Januar 2025 (kommissarisch)  |      |
| Energieministerin                                | Ingrid Kolb        | 20. Januar 2025 bis 4. Februar 2025 (kommissarisch)  |      |
| Bildungsministerin                               | Denise L. Carter   | 20. Januar 2025 bis 3. März 2025 (kommissarisch)     |      |
| Kriegsveteranenminister                          | Todd B. Hunter     | 20. Januar 2025 bis 4. Februar 2025 (kommissarisch)  |      |
| Minister für Innere Sicherheit                   | Benjamine Huffman  | 20. Januar 2022 bis 25. Januar 2025 (kommissarisch)  |      |
| Leiter der Environmental Protection Agency (EPA) | James Payne        | 20. Januar 2025 bis 30. Januar 2025 (kommissarisch)  |      |
| Direktor des Office of Management and Budget     | Matthew Vaeth      | 20. Januar 2025 bis 7. Februar 2025 (kommissarisch)  |      |
| Direktorin der Geheimdienste                     | Stacey Dixon       | 20. Januar 2025 bis 25. Januar 2025 (kommissarisch)  |      |
| Direktorin der Geheimdienste                     | Lora Shiao         | 25. Januar 2025 bis 12. Februar 2025 (kommissarisch) |      |
| Director of the Central Intelligence Agency      | Tom Sylvester      | 20. Januar 2025 bis 23. Januar 2025 (kommissarisch)  |      |
| Handelsbeauftragter                              | Juan Millán        | 20. Januar 2025 bis 27. Februar 2025 (kommissarisch) |      |
| Leiter der Mittelstandsbehörde                   | Everett Woodel     | 20. Januar 2025 bis 20. Februar 2025 (kommissarisch) |      |
| UNO-Botschafterin der Vereinigten Staaten        | Dorothy Shea       | seit 20. Januar 2025 (kommissarisch)                 |      |

## Weitere hochrangige Positionen
| Amt                                                                        | Amtsinhaber                                                                         | Zeitraum                                               | Bild                                                   |
| Executive Office of the President of the United States                     | Executive Office of the President of the United States                              | Executive Office of the President of the United States | Executive Office of the President of the United States |
| -------------------------------------------------------------------------- | ----------------------------------------------------------------------------------- | ------------------------------------------------------ | ------------------------------------------------------ |
| stellvertretende Stabschefs des Weißen Hauses                              | Stephen Miller zuständig für Politik                                                | seit 20. Januar 2025                                   |                                                        |
| stellvertretende Stabschefs des Weißen Hauses                              | Dan Scavino                                                                         | seit 20. Januar 2025                                   |                                                        |
| stellvertretende Stabschefs des Weißen Hauses                              | James Blair zuständig für Legislative, politische und öffentliche Angelegenheiten   | seit 20. Januar 2025                                   |                                                        |
| stellvertretende Stabschefs des Weißen Hauses                              | Taylor Budowich zuständig für Kommunikation und Personal                            | seit 20. Januar 2025                                   |                                                        |
| stellvertretende Stabschefs des Weißen Hauses                              | Nicholas Luna zuständig für Strategische Umsetzung                                  | seit 20. Januar 2025                                   |                                                        |
| stellvertretende Stabschefs des Weißen Hauses                              | William „Beau“ Harrison zuständig für Operationen                                   | seit 20. Januar 2025                                   |                                                        |
| Nationaler Sicherheitsberater (National Security Advisor)                  | Michael Waltz                                                                       | 20. Januar 2025 bis 1. Mai 2025                        | Michael Waltz                                          |
| Nationaler Sicherheitsberater (National Security Advisor)                  | Marco Rubio                                                                         | seit 1. Mai 2025 (kommissarisch)                       |                                                        |
| stellvertretender Nationaler Sicherheitsberater                            | Alex Wong                                                                           | 20. Januar 2025 bis 1. Mai 2025                        |                                                        |
| stellvertretender Nationaler Sicherheitsberater                            | Andy Baker                                                                          | seit 23. Mai 2025                                      |                                                        |
| stellvertretender Nationaler Sicherheitsberater                            | Robert Gabriel Jr.                                                                  | seit 23. Mai 2025                                      |                                                        |
| Berater für Innere Sicherheit (Homeland Security Advisor)                  | Stephen Miller                                                                      | seit 20. Januar 2025                                   |                                                        |
| stellvertretender Berater für Innere Sicherheit                            | Anthony Salisbury                                                                   | seit 20. Januar 2025                                   |                                                        |
| Leitender Direktor des Nationalen Sicherheitsrates (Terrorismusbekämpfung) | Sebastian Gorka                                                                     | seit 20. Januar 2025                                   |                                                        |
| Vorsitzender des Geheimdienstbeirates des Präsidenten                      | Devin Nunes                                                                         | seit 20. Januar 2025                                   |                                                        |
| Rechtsberater des Weißen Hauses                                            | David Warrington                                                                    | seit 20. Januar 2025                                   |                                                        |
| Chief Medical Advisor to the President                                     | vakant                                                                              |                                                        |                                                        |
| Senior Advisor to the President of the United States                       | Elon Musk zuständig für Regierungseffizienz                                         | 20. Januar 2025 bis 28. Mai 2025                       |                                                        |
| Senior Advisor to the President of the United States                       | Massad Boulos Sondergesandter für arabische und nahöstliche Angelegenheiten         | seit 20. Januar 2025                                   |                                                        |
| Senior Advisor to the President of the United States                       | Boris Epshteyn zuständig für Kommunikation                                          | seit 20. Januar 2025                                   |                                                        |
| Counselor to the President                                                 | Alina Habba                                                                         | seit 20. Januar 2025                                   |                                                        |
| Counselor to the President                                                 | Peter Navarro                                                                       | seit 20. Januar 2025                                   |                                                        |
| Counselor to the President                                                 | Stanley Woodward                                                                    | seit 20. Januar 2025                                   |                                                        |
| Assistenten des Präsidenten                                                | Robert Gabriel Jr. zuständig für Politik                                            | 20. Januar 2025 bis 23. Mai 2025                       |                                                        |
| Assistenten des Präsidenten                                                | William "Beau" Harrison                                                             | seit 20. Januar 2025                                   |                                                        |
| Assistenten des Präsidenten                                                | Emory Cox Sonderassistent des Präsidenten für internationale Wirtschaftsbeziehungen | seit 20. Januar 2025                                   |                                                        |
| Pressesprecherin des Weißen Hauses                                         | Karoline Leavitt                                                                    | seit 20. Januar 2025                                   |                                                        |
| Kommunikationsdirektor des Weißen Hauses                                   | Steven Cheung                                                                       | seit 20. Januar 2025                                   |                                                        |
| Direktor für Legislative Angelegenheiten des Weißen Hauses                 | James Braid                                                                         | seit 20. Januar 2025                                   |                                                        |
| Kabinettssekretärin des Weißen Hauses                                      | Lea Bardon                                                                          | seit 20. Januar 2025                                   |                                                        |
| Direktor des Büros für öffentliche Verbindungen                            | Jim Goyer                                                                           | seit 20. Januar 2025                                   |                                                        |
| Direktor des Amtes für politische Angelegenheiten                          | Matt Brasseaux                                                                      | seit 20. Januar 2025                                   |                                                        |
| Direktor des Büros für zwischenstaatliche Angelegenheiten                  | Alex Meyer                                                                          | seit 20. Januar 2025                                   |                                                        |
| Sekretär des Präsidenten der Vereinigten Staaten                           | vakant                                                                              |                                                        |                                                        |
| Arzt des Präsidenten                                                       | Kevin O'Connor                                                                      | 20. Januar 2025 bis 7. März 2025                       |                                                        |
| Arzt des Präsidenten                                                       | Sean Barbabella                                                                     | seit 7. März 2025                                      |                                                        |
| Sondergesandter für den Nahen Osten                                        | Steve Witkoff                                                                       | seit 20. Januar 2025                                   |                                                        |
| Sondergesandter für den Krieg in der Ukraine                               | Keith Kellogg                                                                       | 20. Januar 2025 bis 16. März 2025                      |                                                        |
| Beauftragter für Grenzschutz                                               | Tom Homan                                                                           | seit 20. Januar 2025                                   | Thomas D. Homan                                        |
| Beauftragte für Begnadigung                                                | Alice Marie Johnson                                                                 | seit 20. Februar 2025                                  |                                                        |
| Beauftragter für KI und Krypto                                             | David O. Sacks                                                                      | seit 20. Januar 2025                                   |                                                        |
| Leitung des Department of Government Efficiency                            | Elon Musk                                                                           | 20. Januar 2025 bis 29. Mai 2025                       | Elon Musk (2018)                                       |
| Leiter des Personalbüros des Präsidenten des Weißen Hauses                 | Sergio Gor                                                                          | seit 20. Januar 2025                                   |                                                        |
| Direktor des Office of National Drug Control Policy                        | Jon Rice                                                                            | seit 20. Januar 2025 (kommissarisch)                   |                                                        |
| Direktor des Office of National Drug Control Policy                        | Sara A. Carter                                                                      | nominiert, noch nicht vom Senat bestätigt              |                                                        |
| Direktor des United States Domestic Policy Council                         | Vince Haley                                                                         | seit 20. Januar 2025                                   |                                                        |
| Staff Secretary des Weißen Hauses                                          | Will Scharf                                                                         | seit 20. Januar 2025                                   |                                                        |
| Direktor des Nationalen Energierates                                       | Doug Burgum                                                                         | seit 20. Januar 2025                                   |                                                        |
| Leiter des National Economic Council                                       | Kevin Hassett                                                                       | seit 20. Januar 2025                                   | Kevin Hassett                                          |
| Vorsitzender des Rates des Präsidenten für Wissenschaft und Technologie    | David O. Sacks                                                                      | seit 20. Januar 2025                                   |                                                        |
| Leiter des Office of Science and Technology Policy                         | Michael Kratsios                                                                    | seit 20. Januar 2025 (bis 25. März 2025 kommissarisch) |                                                        |
| Exekutivdirektor des Rates des Präsidenten für digitale Vermögenswerte     | Bo Hines                                                                            | seit 20. Januar 2025                                   |                                                        |
| Vorsitzender des Council of Economic Advisers                              | Stephen Miran                                                                       | seit 13. März 2025                                     |                                                        |
| Nationaler Cyberdirektor                                                   | Sean Cairncross                                                                     | nominiert, noch nicht vom Senat bestätigt              |                                                        |
| Stabschefin des Büros der First Lady                                       | Hayley Harrison                                                                     | seit 20. Januar 2025                                   |                                                        |
| Weitere Behörden                                                           |                                                                                     |                                                        |                                                        |
| Administrator der NASA                                                     | Janet Petro                                                                         | seit 20. Januar 2025 (kommissarisch)                   |                                                        |
| Direktor des FBI                                                           | Brian Driscoll                                                                      | 20. Januar 2025 bis 21. Februar 2025 (kommissarisch)   |                                                        |
| Direktor des FBI                                                           | Kash Patel                                                                          | seit 21. Februar 2025                                  |                                                        |
| Administrator der United States Agency for International Development       | Jason Gray                                                                          | 20. Januar 2025 bis 3. Februar 2025 (kommissarisch)    |                                                        |
| Administrator der United States Agency for International Development       | Marco Rubio                                                                         | seit 3. Februar 2025 (kommissarisch)                   |                                                        |
| Direktor des Consumer Financial Protection Bureau                          | Scott Bessent                                                                       | 3. Februar 2025 bis 7. Februar 2025 (kommissarisch)    |                                                        |
| Direktor des Consumer Financial Protection Bureau                          | Russell Vought                                                                      | seit 7. Februar 2025 (kommissarisch)                   |                                                        |
| Leiter der Federal Deposit Insurance Corporation                           | Travis Hill                                                                         | seit 20. Januar 2025 (kommissarisch)                   |                                                        |
| Administrator der General Services Administration                          | Stephen Ehikian                                                                     | seit 20. Januar 2025 (kommissarisch)                   |                                                        |
| Archivar der Vereinigten Staaten                                           | William J. Bosanko                                                                  | 7. Februar 2025 bis 16. Februar 2025 (kommissarisch)   |                                                        |
| Archivar der Vereinigten Staaten                                           | Marco Rubio                                                                         | seit 16. Februar 2025 (kommissarisch)                  |                                                        |
| Leiter des National Labor Relations Board                                  | Marvin Kaplan                                                                       | seit 20. Januar 2025 (kommissarisch)                   |                                                        |
| Obersten Rechtsberater des National Labor Relations Board                  | William B. Cowen                                                                    | seit 3. Februar 2025 (kommissarisch)                   |                                                        |
| Obersten Rechtsberater des National Labor Relations Board                  | Crystal Carey                                                                       | nominiert, noch nicht vom Senat bestätigt              |                                                        |
| Vorstand von Amtrak                                                        | Robert Gleason                                                                      | nominiert, noch nicht vom Senat bestätigt              |                                                        |
| Direktor des United States Office of Personnel Management                  | Charles Ezell                                                                       | seit 20. Januar 2025 (kommissarisch)                   |                                                        |
| Direktor des United States Office of Personnel Management                  | Scott Kupor                                                                         | nominiert, noch nicht vom Senat bestätigt              |                                                        |
| United States Postmaster General                                           | Louis DeJoy                                                                         | bis 24. März 2025                                      |                                                        |
| United States Postmaster General                                           | Doug Tulino                                                                         | seit 25. März 2025 (kommissarisch)                     |                                                        |
| United States Postmaster General                                           | David Steiner                                                                       | nominiert                                              |                                                        |
| Mitglied des Gouverneursrats des United States Postmaster General          | Anthony Lomangino                                                                   | nominiert, noch nicht vom Senat bestätigt              |                                                        |
| Mitglied des Gouverneursrats des United States Postmaster General          | John LaValle                                                                        | nominiert, noch nicht vom Senat bestätigt              |                                                        |
| Leiter der Surface Transportation Board                                    | Patrick J. Fuchs                                                                    | seit 20. Januar 2025                                   |                                                        |

## Zurückgezogene Kandidaten
Für das Amt des Justizministers hatte Donald Trump zunächst Matt Gaetz nominiert. Dieser zog sich allerdings nach mehreren gegen ihn erhobenen Vorwürfen zurück.
Für den Posten der Botschafterin bei den Vereinten Nationen hatte Trump zuerst Elise Stefanik nominiert. Aufgrund der knappen Mehrheit seiner Partei im Parlament zog Trump Stefaniks Nominierung allerdings zurück.
Von Dezember 2024 bis Mai 2025 war Jared Isaacman als Administrator der NASA nominiert.